# Freziera longipes
Espèce
Synonymes
- Eroteum longipes (Tul.) Kuntze[1]
- Eurotium longipes Kuntze[1]
- Eurya longipes (Tul.) Szyszył.[1]
- Lettsomia longipes Choisy[1]

Statut de conservation UICN

 NT  : Quasi menacé
Freziera longipes est une espèce de plantes à fleurs de la famille des Pentaphylacaceae.

## Publication originale
- Annales des Sciences Naturelles; Botanique, sér. 3 8: 327. 1847.